# The Idle Rich
Pour l’article homonyme, voir The Idle Rich (film, 1929).
Pour plus de détails, voir Fiche technique et Distribution.
The Idle Rich est un film muet américain, réalisé par Sidney Olcott, sorti en 1914.
Tourné à Jacksonville, en Floride, le film a pour porincipaux interprètes Valentine Grant, Arthur Donaldson et James Vincent.

## Fiche technique
- Titre : The Idle Rich
- Réalisation : Sidney Olcott
- Scénario :
- Photographie :
- Montage :
- Décors :
- Société de production : Sidney Olcott Players
- Société de distribution : Warner's Feature
- Longueur : 3 000 pieds
- Pays de production :  États-Unis
- Langue : film muet avec les intertitres en anglais
- Format : Noir et blanc — 35 mm — 1,33:1 — Muet
- Genre : Film dramatique
- Durée :
- Dates de sortie : 
  - États-Unis : 1914

## Distribution
- Valentine Grant :
- Arthur Donaldson :
- James Vincent :
- Sidney Olcott :

## À noter
- Le film a été tourné à Jacksonville, en Floride, durant l'hiver 1914.